# Csókási emlékhely

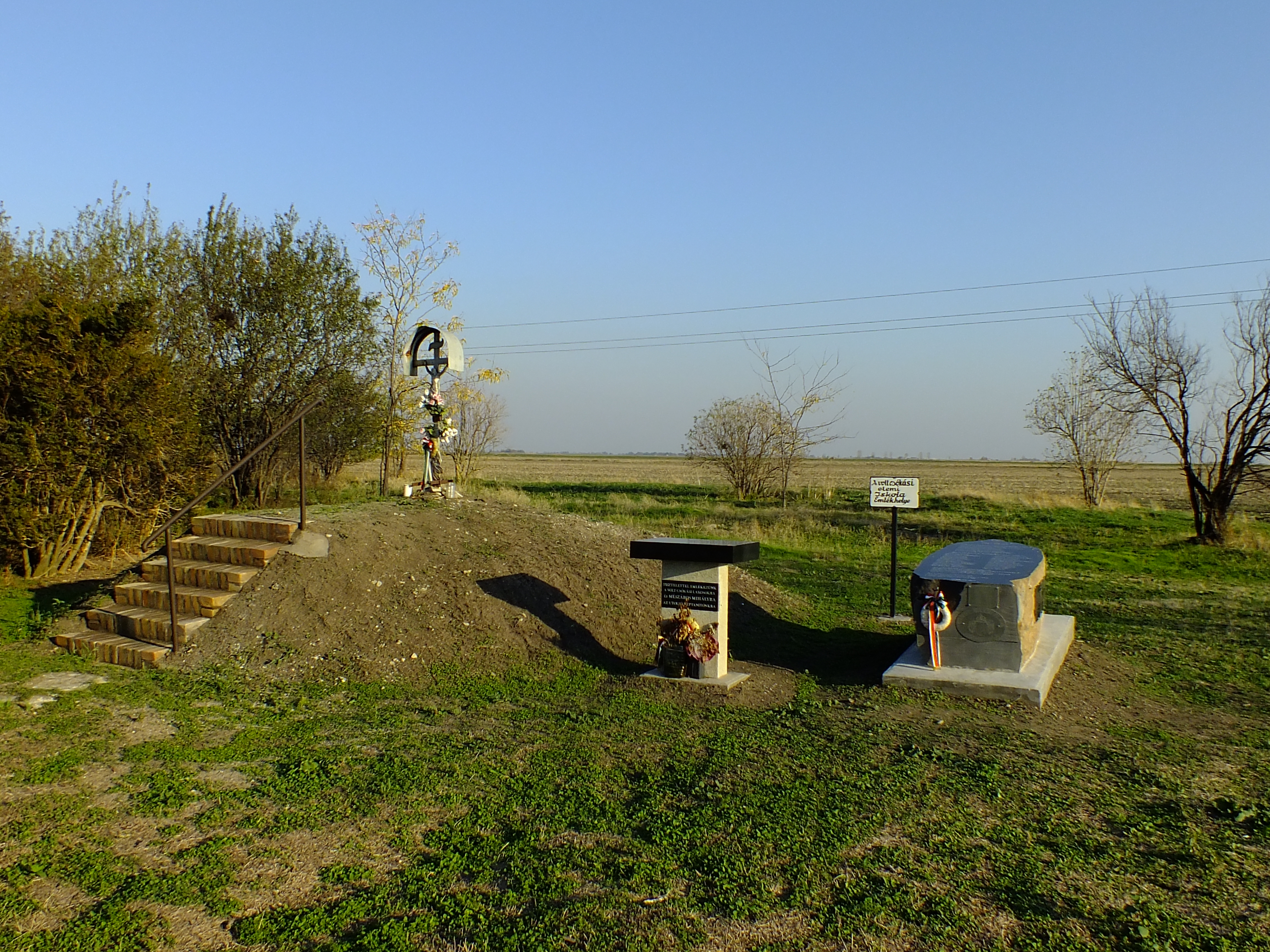
A kereszt, az emlékkő, az emlékoszlop és az iskola helyét jelölő tábla alkotta emlékhely

A csókási emlékhely Makó és Békéssámson között található; Csókás egykoron Makó külterülete volt, a két emlékkő, a domb tetején álló feszület és az iskola helyét jelölő tábla alkotta emlékhely a mára fölszámolt tanyavilág és elpusztult tanyasi iskola helyét jelöli.
A Makótól 24 kilométerre fekvő Csókás eredetileg késő középkori falu volt, melyet először egy 15. századi oklevélben említettek; a török hódoltság ideje alatt elnéptelenedett és pusztává vált, majd templomromot is magába foglaló részét a 18. században Makóhoz csatolták. Innentől kezdve a csanádi megyeszékhelyhez tartozó, népes lakosságú tanyavilág volt. Az 1940-es években még négyszáznál is több makói által lakott külterületen több szolgáltató- és vendéglátóipari egység, százhét éven keresztül - egészen 1970-ig - katolikus általános iskola is működött, amely a külterületi iskolák közül az első, egyben a legnagyobb tanulólétszámú volt. Az államszocialista időszak alatt a hivatalos politika jelentős erőt fektetett a várost körülvevő tanyavilág felszámolásába, Csókás helyzetét pedig tovább nehezítette, hogy a világháború utáni megyerendezés Békés megyéhez csatolta. Csókás ma közigazgatásilag Békéssámsonhoz tartozik; a Központi Statisztikai Hivatal helységnévtárában Csókásitanyák nevet viselő külterületet 2001-ben mindössze négy fő lakta.
2011-ben a tanyasi iskola egykori tanulója, Brutyó Imre összehívott közel 200 további növendéket, akikkel megfogadták, hogy közösen rendbe teszik az akkora már csak romjaiban létező néhai épület környékét, valamint emlékkövet állítanak az intézmény tanítói és diákjai emlékére. Az emlékkő még az ötlet fölmerülésének hónapjában, szeptemberben el is készült; a betontalapzaton álló faragott gránittömbre az emlékmű rendeltetéséről tanúskodó felirat mellé az az egykori tanítók nevét is rávésték; az emlékkő oldalán két külön táblán kapott helyet az adakozók névsora és az korabeli iskolatábla pontos mása. A költségeket magánszemélyek és helyi vállalatok adományaiból fedezték, a szükséges 300 ezer forint rövid időn belül összegyűlt. Az emlékkő Bencze István makói kőfaragó mester munkája; októberi felavatásán hatvanan-hetvenen vettek részt, zömmel a tanyavilágból elszármazottak és egykori öregdiákok. Az ünnepségen beszédet mondott a kőállítást kezdeményező Brutyó mellett Molnár László makói önkormányzati képviselő, valamint egy egykori diák, Buza Margit és egy egykori pedagógus, Lukács Ottóné is. Az emlékhely felszentelését és megáldását Janka György görögkatolikus pap és Kotormán István református lelkész végezte.
A szabálytalan alakú, faragott gránit emlékkő 2011-es felállításával vált teljessé az egykori iskola helyén spontán létrehozott emlékhely, ami egy földhalom tetejére állított keresztből, az egykori csókási lakosokra és Mészáros Mihályra, az utolsó néptanítóra emlékező emlékoszlopból és a néhai iskola pontos helyét jelölő festett táblából áll. Augusztus utolsó vasárnapján minden évben ezen a helyen találkoznak a tanyavilágból elszármazottak, hogy nosztalgiázzanak és fölidézzék közösen átélt fiatalságukat.